# Klaus Michael Heinz
Klaus Michael Heinz (* 1961 in Saarbrücken) ist ein deutscher Fernsehautor und Redakteur.

## Leben
Klaus Michael Heinz ist ein Sohn des Architekten und ehemaligen Saarbrücker Konservators Dieter Heinz. Nach humanistischem Abitur am Staatlichen Ludwigsgymnasium Saarbrücken und anschließendem Zivildienst studierte er an der Universität des Saarlandes und an der Ludwig-Maximilians-Universität in München Neuere Deutsche Literatur, Kunstgeschichte, Philosophie und Theaterwissenschaft bis zum Magister artium. Im Sommer 1989 schloss sich ein Stipendium der Richard-Wagner-Stipendienstiftung in Bayreuth an. Nach freier Mitarbeit beim Bayerischen Rundfunk für das Kulturmagazin Capriccio und einem Programmvolontariat beim Westdeutschen Rundfunk in Köln gestaltet er dort seit 1991 vor allem Fernsehsatiren und -talks, fernsehgeschichtliche Dokumentationen und Künstlerporträts.
Klaus Michael Heinz gehörte von 2015 bis 2022 der Jury des Bonner Prix Pantheon an. Er wurde mehrfach für den Adolf-Grimme-Preis nominiert, erhielt als Redakteur von Menschen bei Maischberger 2016 den Deutschen Fernsehpreis und als Redakteur der Mitternachtsspitzen 2019 den Deutschen Comedypreis.
Besondere Aufmerksamkeit erzielte seine zwischen Januar 2003 und Dezember 2004 ausgestrahlte fernsehgeschichtliche Trilogie: Der erste Teil, Das Ganze eine Rederei, beschäftigt sich mit den ersten dreißig Jahren des deutschen Fernsehtalks (3 Teile à 60 min., Vom Sex und von der Liebe, Vom schwierigen Leben und vom Ende auf Erden, Von Frauen und anderen Politikern); Unsere Volksvertreter setzt sich mit dem Politikergespräch im deutschen Fernsehen auseinander (2 Teile à 60 min., Wer lügt, gewinnt?, Wer antwortet, verliert?), und Spiele ohne Grenzen? schließlich reflektiert die große Fernsehshow im deutschen Fernsehen (2 Teile à 90 min., Schaulust und Schadenfreude, Alltagsfluchten oder Aufklärung). In jedem dieser Teile befragte Anne Will eine namhafte Runde von Protagonisten kritisch zum eigenen Tun. Für die Frankfurter Allgemeine Zeitung begann hiermit eine neue Zeit im Umgang des Fernsehens mit sich selbst, für die Frankfurter Rundschau gehörten diese Dokumentationen noch im Juni 2014 zu den klügsten Selbstreflexionen des Fernsehens.
Diskussionen über Satire im öffentlich-rechtlichen Fernsehen löste 2007 seine Hommage aus Herr Schmidt wird 50, will aber nicht feiern; darin waren Ausschnitte aus der Harald Schmidt Show von Sat.1 wiederholt worden, die Harald Schmidt das Etikett Dirty Harry eingetragen hatten. Neuland betrat er als Redakteur beim ersten Poetry Slam des deutschen Fernsehens sowie gemeinsam mit Gastgeber Jürgen Becker: Mit dessen Baustelle Deutschland fanden Kabarett und Talk vor Ort unter anderem im Dezember 2012 in der DiTiB-Merkez-Moschee in Duisburg statt, im Dezember 2013 in der Neuen Synagoge zu Düsseldorf, im Juni 2015 in der noch unfertigen DiTiB-Zentralmoschee in Köln und im November desselben Jahres im Sarglager eines Bestatters in Bergisch Gladbach.

## Redakteur
- Boulevard Bio (1995–2003, Das Erste)
- No Talk oder Das Schweigen – Ein Experiment von Uli Wilkes in Zusammenarbeit mit der Kunsthochschule für Medien Köln (1999, WDR Fernsehen, nominiert für den Adolf-Grimme-Preis)
- Ein Jahrhundert an der Bar – Eine Revue mit Alfred Biolek u. a. (2000, WDR Fernsehen)
- Annemie Hülchrath – Der Talk mit Cordula Stratmann (2002–2003, WDR Fernsehen, nominiert für den Deutschen Comedypreis)
- Menschen bei Maischberger (2003–2004, 2011–2015, Das Erste, ausgezeichnet mit dem Deutschen Fernsehpreis)
- Harald Schmidt (2004–2007, Das Erste)
- Schmidt & Pocher (2007–2009, Das Erste)
- Fun(k)haus (2007–2010, WDR Fernsehen)
- WDR Poetry Slam mit Jörg Thadeusz (2007–2009, WDR Fernsehen, nominiert für den Adolf-Grimme-Preis)
- Jürgen Becker (Kabarettist): Der dritte Bildungsweg (2008–2011, 2013, WDR Fernsehen)
- Harald Schmidt (2009–2011, Das Erste, nominiert für den Adolf-Grimme-Preis)
- Fünfzig Jahre Senftöpfchen – Ein Theatergeburtstag mit Alfred Biolek und Konrad Beikircher (2009, WDR Fernsehen)
- Mitternachtsspitzen bis 2020 mit Jürgen Becker und ab 2021 mit Christoph Sieber (2010 ff, WDR Fernsehen, ausgezeichnet mit dem Deutschen Comedypreis)
- Jürgen Becker: Baustelle Deutschland (2011–2015, WDR Fernsehen)
- Ebert und Hirschhausen: Der dritte Bildungsweg (2012, WDR Fernsehen)
- Satireshow Spezial: Florian Schroeder wählt Peer Steinbrück (2019, 2021–2024, WDR Fernsehen)
- Die letzte Instanz – Der Meinungstalk mit Steffen Hallaschka (2019–2020, WDR Fernsehen)
- Zum Lachen ins Revier (2020–2021, WDR Fernsehen)
- Bühnenprogramme (Auswahl / zum Teil Übernahme der Fernsehregie): Jürgen Becker (Kabarettist) – Der Künstler ist anwesend (2012, WDR Fernsehen) / Vince Ebert – Freiheit ist alles (2012, WDR Fernsehen) / Eckart von Hirschhausen und Hellmuth Karasek – Ist das ein Witz? Kommt ein Literaturkritiker zum Arzt (2013, Das Erste) / Dr. Manfred Lütz und Jürgen Becker – Irre! Das Problem sind die Normalen – Eine heitere Seelenkunde (2014, WDR Fernsehen) / Aus dem Konzerthaus Dortmund: Götz Alsmann und Band in Rom (2017, WDR Fernsehen) / Herbert Knebel – Im Liegen geht’s (2017, WDR Fernsehen) / Jürgen Becker – Volksbegehren – Eine Kulturgeschichte der Fortpflanzung (2019, WDR Fernsehen) / Christoph Sieber – Mensch bleiben 2022 (2022, WDR Fernsehen) / Johann König – Jubel, Trubel, Heiserkeit (2022, WDR Fernsehen) / Moritz Neumeier – Lustig (2022, WDR Fernsehen) / Maxi Gstettenbauer – Next Level (2022, WDR Fernsehen)

## Autor
- Der Meister spricht – Die Fernsehtalks des Guildo Horn (1998, WDR Fernsehen, 60 min.)
- Alfred Franz Maria Biolek – Fast ein Selbstporträt (1999, 2001, 2004, Das Erste, 60 min.)
- Rudolf Wijbrand Kesselaar genannt Carrell – Fast ein Selbstporträt (1999, Das Erste, 90 min.)
- Thomas Johannes Gottschalk – Fast ein Selbstporträt (2000, Das Erste, 45 min.)
- Hans-Joachim Kulenkampff – Fast ein Selbstporträt (2001, Das Erste, 45 min.)
- Dietmar Otto Edler von Schönleiten genannt Schönherr – Fast ein Selbstporträt (2001, Das Erste, 45 min.)
- Das Ganze eine Rederei – Dreißig Jahre Talkshow im deutschen Fernsehen (mit Anne Will und Reinhold Beckmann, Erich Böhme, Amelie Fried, Johannes B. Kerner, Geert Müller-Gerbes, Christoph Schlingensief, Dietmar Schönherr, Margarethe Schreinemakers, Andreas Türck, Roger Willemsen, 2003, Das Erste, 3 Teile à 60 min., nominiert für den Adolf-Grimme-Preis)
- Unsere Volksvertreter – Politikergespräche im deutschen Fernsehen (mit Anne Will und Daniel Cohn-Bendit, Ruprecht Eser, Michel Friedman, Heiner Geißler, Michael Glos, Gregor Gysi, Oskar Lafontaine, Sabine Leutheusser-Schnarrenberger, Sandra Maischberger, Heinz Klaus Mertes, Friedrich Nowottny, 2003, Das Erste, 2 Teile à 60 min.)
- Bahnhof für Bio – Alfred Biolek wird 70 (mit Anke Engelke und Hape Kerkeling, 2004, WDR Fernsehen, 100 min.)
- Spiele ohne Grenzen? – Die große Show im deutschen Fernsehen (mit Anne Will und Alfred Biolek, Rudi Carrell, Frank Elstner, Joachim Fuchsberger, Günther Jauch, Hape Kerkeling, Ulla Kock am Brink, Jürgen von der Lippe, Wolfgang Lippert, Karl Moik, Michael Schanze, 2004, Das Erste, 2 Teile à 90 min., nominiert für den Adolf-Grimme-Preis)
- Herr Schmidt sieht fern – Fünf Jahrzehnte Fernsehunterhaltung vom Westdeutschen Rundfunk (mit Elke Heidenreich und Harald Schmidt, 2006, WDR Fernsehen, 90 min. / Langfassung 120 min.)
- Rudolf Wijbrand Kesselaar … – Ein Nachruf (2006, Das Erste, 90 min.)
- Herr Feuerstein wird 70, und Herr Schmidt bejubelt ihn (2007, WDR Fernsehen, 75 min.)
- Herr Schmidt wird 50, will aber nicht feiern (2007, Das Erste, 90 min.)
- Kamelle, Matterhorn & Co. – Günter Eilemann und seine Geschichte(n) (2008, WDR Fernsehen, 60 min.)
- Bernhard Victor Christoph Carl von Bülow genannt Loriot – Eine Portraitcollage (2008, Das Erste, 90 min.)
- Jürgen Becker (Kabarettist) – Fast ein Selbstporträt (2009, WDR Fernsehen, 60 min.)
- Konrad Johann Aloysia Beikircher – Fast ein Selbstporträt (2010, WDR Fernsehen, 60 min.)
- Herr Alsmann trifft Frau Hielscher (mit Götz Alsmann und Margot Hielscher, 2011, WDR Fernsehen, 60 min.)
- Herr Feuerstein wird 75, und Herr Pastewka feiert ihn (2012, WDR Fernsehen, 60 min. / Langfassung 75 min.)
- Immer wieder Aufhören! – 25 Jahre Mitternachtsspitzen (mit  Bettina Böttinger und Jürgen Becker, Uwe Lyko, Richard Rogler, Wilfried Schmickler, 2013, WDR Fernsehen, 90 min.)
- Herbert Knebel trifft Uwe Karl Heinrich Lyko (2013, WDR Fernsehen, 60 min.)
- Jürgen Karl Beckers genannt Hausmann – Fast ein Selbstporträt (2014, 2024, WDR Fernsehen, 45 min. / 60 min.)
- Wilfried Theodor Schmickler – Fast ein Selbstporträt (2014, WDR Fernsehen, 60 min.)
- Bettina Maria Böttinger – Fast ein Selbstporträt (2016, WDR Fernsehen, 45 min.)
- Bettina, Bianca, Götz, Jürgen, Oliver und Torsten sehen fern – Sechs Jahrzehnte Fernsehunterhaltung vom Westdeutschen Rundfunk (mit Bettina Böttinger, Bianca Hauda, Götz Alsmann, Jürgen Beckers genannt Hausmann, Oliver Welke, Torsten Sträter, 2016, WDR Fernsehen, 3 Teile à 60 min.)
- Götz Alsmann – Fast ein Selbstporträt (2017, WDR Fernsehen, 60 min.)
- Mit Tempo 70 – Christian Ehring feiert das Düsseldorfer Kom(m)ödchen (2017, WDR Fernsehen, 60 min.)
- Elke Helene Heidenreich geborene Riegert – Fast ein Selbstporträt (2018, WDR Fernsehen / WDR 5 – Leselounge, 60 min. / 55 min.)
- WDR Geschichte(n) – Eine Zeitreise in 14 Interviews, von Klaus Martens (6 Interviews à 60 min.) und von Klaus Michael Heinz im Gespräch mit Axel Beyer, Rolf Bringmann, Gert K. Müntefering, Günter Rohrbach, Hansjürgen Rosenbauer, Peter Rüchel, Carmen Thomas, Gunther Witte (2018, WDR Fernsehen / ARD Mediathek unbefristet, 8 Interviews à 60 min.)
- Christine Juliane Westermann – Fast ein Selbstporträt (2018, WDR Fernsehen / WDR 5 – Leselounge, 60 min. / 55 min.)
- Besuch aus dem Westen – Jürgen Becker unterwegs im Osten Deutschlands (2019, WDR Fernsehen, 60 min.)
- WDR Geschichte(n) – Eine Zeitreise in Interviews, von Klaus Martens (3 Interviews à 60 min.) und von Klaus Michael Heinz im Gespräch mit Inge von Bönninghausen, Heinrich Breloer, Randi Crott, Ulrich Deppendorf, Julia Dingwort-Nusseck, Wolfgang Schmitz (2020, WDR Fernsehen / ARD Mediathek unbefristet, 1 Interview à 90 min., 5 Interviews à 60 min.)
- Herr Feuerstein schreibt seinen Nachruf – Und lebt noch 2091 Tage (2020, WDR Fernsehen, 60 min.)
- 20 Jahre Beckers genannt Hausmann – und dann das … (2020, WDR Fernsehen, 60 min.)
- WDR Geschichte(n) – Jürgen von der Lippe (2023, WDR Fernsehen / ARD Mediathek unbefristet, 90 min.)
- WDR Geschichte(n) – Antonia Brinkmann, Stefan Moll (2025, WDR Fernsehen / ARD Mediathek unbefristet, 2 Interviews à 60 min.)

## Sonstige Veröffentlichungen
- Boulevard Bio – Die ersten zehn Jahre, herausgegeben von Klaus Michael Heinz. Verlag Kiepenheuer & Witsch, 2001, ISBN 3-462-02986-X
- Jürgen Becker – Fast ein Selbstporträt, in: Jürgen Becker – Der Künstler ist anwesend. AL!VE, The Record Company, 2013, EAN 4042564148077
- Herr Feuerstein wird 70 ..., Herr Feuerstein wird 75 ..., Making of Herr Feuerstein wird 75, in: Wir feiern Herbert Feuerstein – Ein Leben mit Mozart und Lechz, Hechel, Würg. WDR mediagroup, Release Company, 2014, EAN 4042999128255
- Wilfried Theodor Schmickler – Fast ein Selbstporträt. In: Schmickler – Schöne Aussicht. WDR mediagroup, Bear Family Productions, 2015, EAN 5397102201417